# Agave macroacantha
Agave macroacantha är en sparrisväxtart som beskrevs av Joseph Gerhard Zuccarini. Agave macroacantha ingår i släktet Agave och familjen sparrisväxter. Inga underarter finns listade i Catalogue of Life.

## Bildgalleri

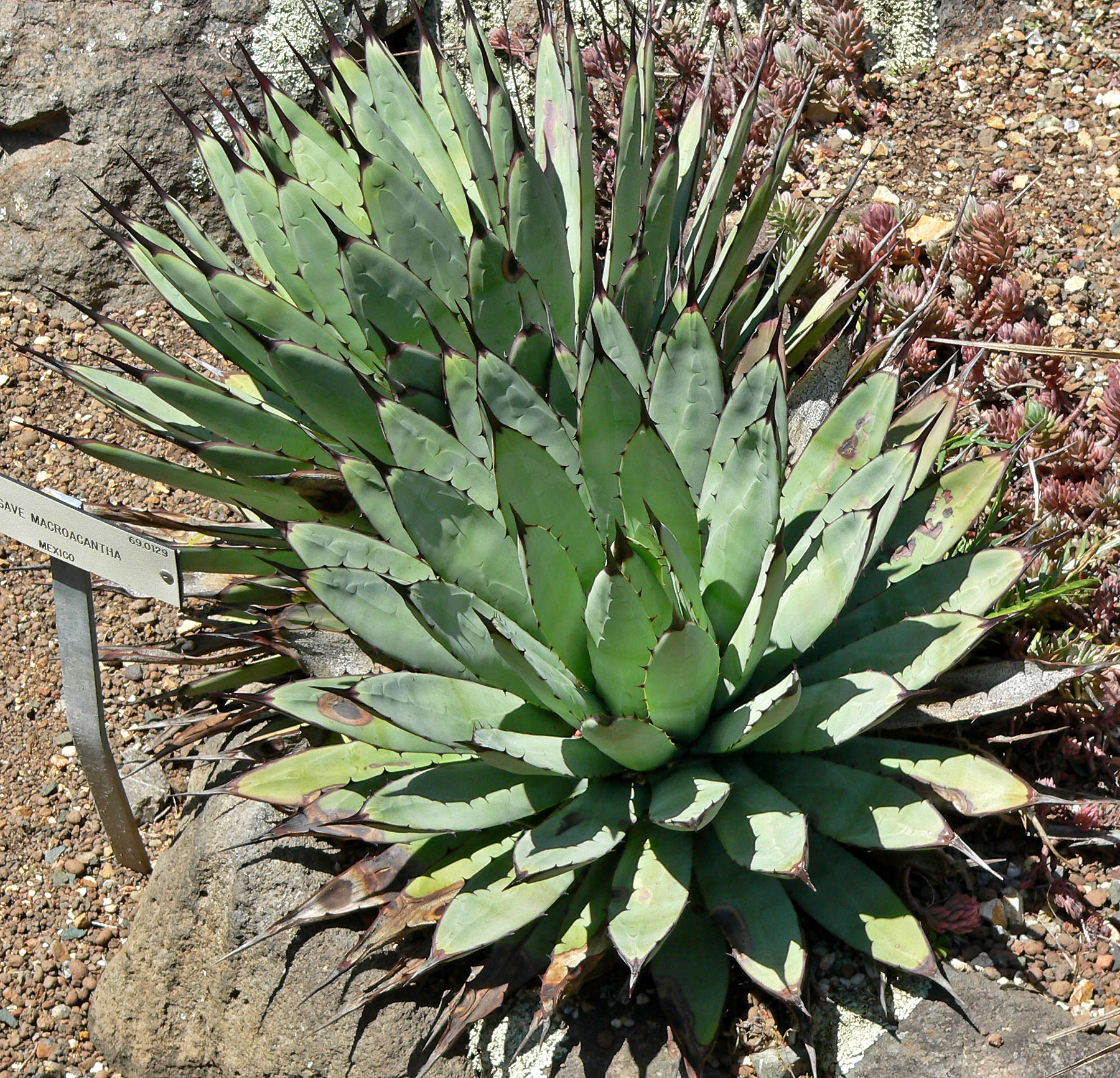
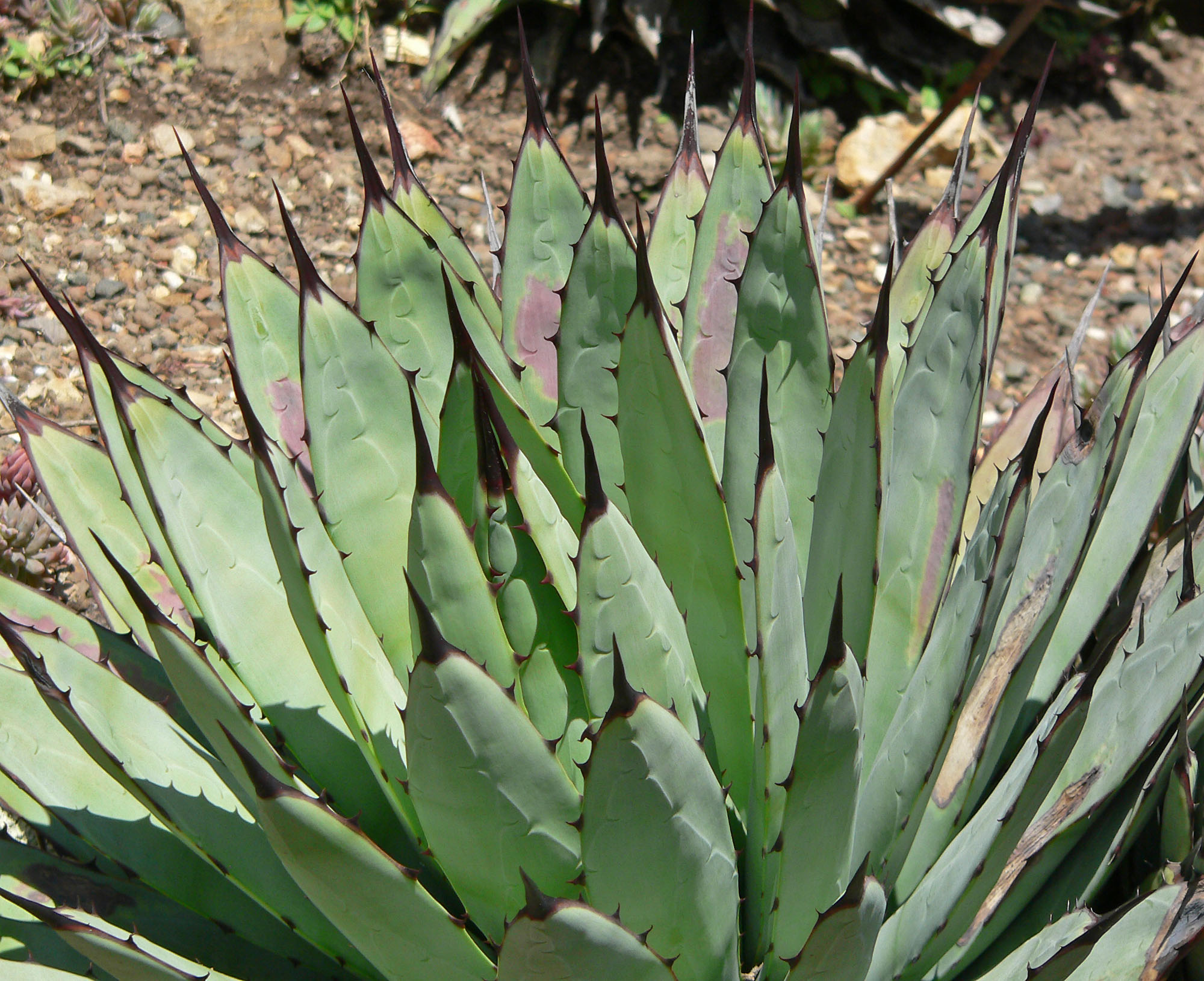
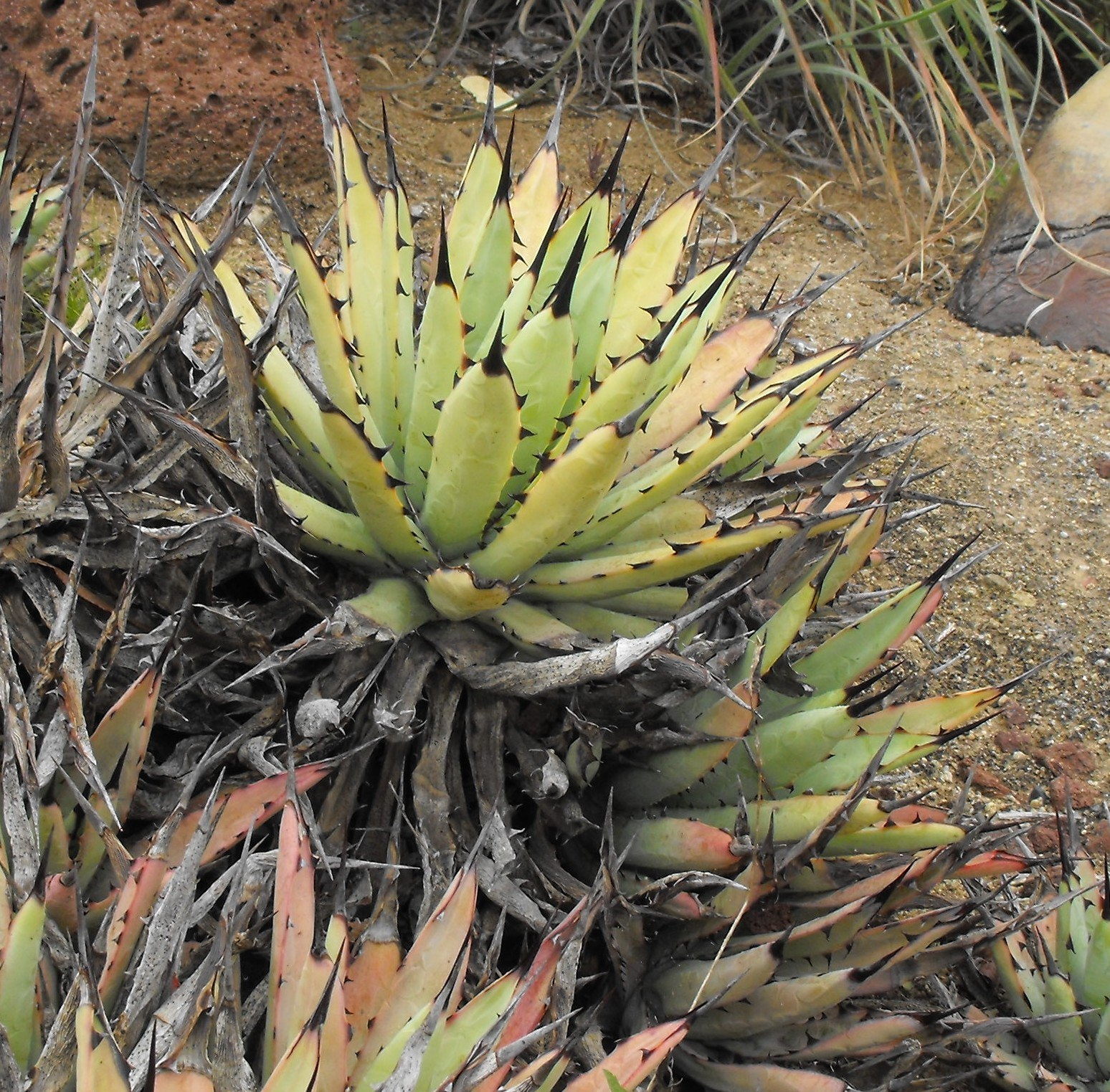
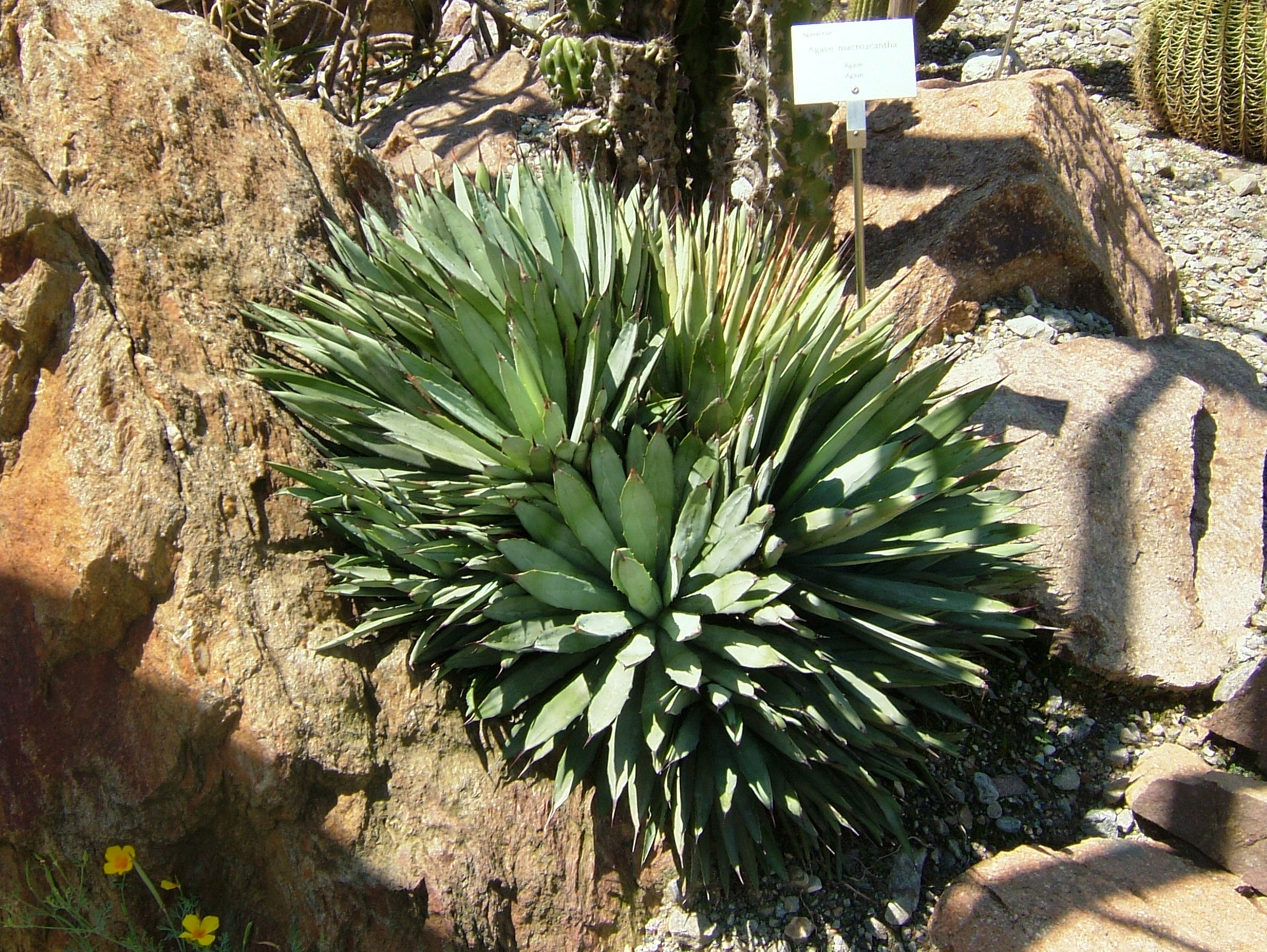